# Communications Act of 1934
Communications Act of 1934 är en amerikansk federal lag, kallad "Public Law Number 416, Act of June 19, 1934, ch. 652, 48 Stat. 1064", antagen av USA:s kongress, och undertecknad av president Franklin D. Roosevelt, Med lagen ersattes Federal Radio Commission av Federal Communications Commission (FCC). Dessutom överfördes ansvaret för telefonsamtal från Interstate Commerce Commission till FCC. Lagen ersattes senare av Telecommunications Act of 1996.